# Indazolo
L'indazolo o benzopirazolo, nome sistematico 1H-indazolo, è un composto organico eterociclico aromatico (biciclico), strutturalmente formato da un anello benzenico e uno di pirazolo condensati. Come per quest'ultimo, si distingue un atomo di azoto pirrolico (N-H, posizione 1) e uno piridinico (N, posizione 2). Il primo è donatore di legame idrogeno (soltanto, perché il suo doppietto di elettroni è impegnato nell'aromaticità dell'anello) e il secondo un accettore.
La struttura molecolare dell'indazolo, come quella del pirazolo, entra a far parte di numerose molecole farmacologicamente importanti; in particolare, analgesici, antinfiammatori e antipiretici, la benzidamina è un esempio.

## Proprietà
L'indazolo è un composto endotermico, ΔHƒ° = +151,9 kJ/mol in fase solida e +243,0 kJ/mol in fase gassosa; a temperatura ambiente si presenta come un solido cristallino incolore (cristalli aghiformi) o polvere bianca, solubile in acqua calda. Allo stato solido e liquido, o anche in soluzione, le molecole di indazolo possono associarsi tramite legami idrogeno in maniera non dissimile dal pirazolo, formando variamente dimeri ciclici, trimeri ciclici, oligomeri e polimeri.
A differenza che nel caso del pirazolo, nel quale entrambi i tautomeri 1H e 2H sono presenti in equilibrio in quantità equimolecolare, essendo essi tra loro autotropi, nel caso dell'indazolo il tautomero 2H , avendo nella molecola una struttura chinoide, è decisamente meno stabile e largamente minoritario; Anche in fase gassosa si riscontra un'alta predominanza del tautomero 1H.
La molecola dell'indazolo è polare (μ = 1,76 D), ma sensibilmente meno rispetto al pirazolo (2,20 D).

### Proprietà acido-base
L'indazolo è il benzo-derivato del pirazolo e, come quest'ultimo, è anfiprotico: può essere protonato (pKb = 12,96; per l'acido coniugato, pKa = 1,04) sull'azoto piridinico N(2) dando lo ione indazolio, del quale sono noti gli alogenuri e altri sali, ed entra anche a far parte di alcuni liquidi ionici. L'indazolo può anche venire deprotonato (pKa = 13,86) dall'azoto pirrolico N(1) dando lo ione indazolato; per il pirazolo i corrispondenti valori sono: pKb = 11,48 (per l'acido coniugato, pKa = 2,52) e pKa = 14,21; come si può vedere, l'indazolo è meno basico del pirazolo e più acido.

## Reattività
Sull'indazolo si possono eseguire le reazioni tipiche dei composti aromatici, in particolare le sostituzioni elettrofile aromatiche. Sottoposto a nitrazione o solfonazione, dà i corrispondenti derivati principalmente in posizione 5, che corrisponde alla posizione para rispetto all'azoto pirrolico e da esso attivata; la bromurazione fornisce per la maggior parte il dibromoderivato nelle posizioni 3 e 5. La diazotazione avviene di preferenza in posizione 3 ed altrettanto la iodurazione condotta in condizioni basiche.

### Derivato parzialmente aromatico
Trattando la 2-(N-piperidinil)-acetofenonossima con cloruro di tosile in diclorometano a 0 °C, in presenza di una base e di esafluorofosfato di potassio, si ha dapprima la preliminare sostituzione dell'ossidrile dell'ossima con un atomo di cloro (buon gruppo uscente); poi, si realizza una ciclizzazione per attacco nucleofilo dell'azoto piperidinico sull'azoto dell'ossima con uscita di ione cloruro; questo porta alla formazione di uno ione indazolio N,N'-disostituito in cui l'anello pirazolico ha perso l'aromaticità (il controione è PF6–). Questo accade perché l'atomo di azoto positivo è ora diventato quaternario (ed anche spiranico), l'ibridazione sp3 interrompe la coniugazione e quindi anche l'aromaticità; resta però l'aromaticità dell'altro anello. Il legame singolo +N–N così formato è piuttosto debole e può essere rotto facilmente per idrogenazione.